# Johann III. (Brabant)

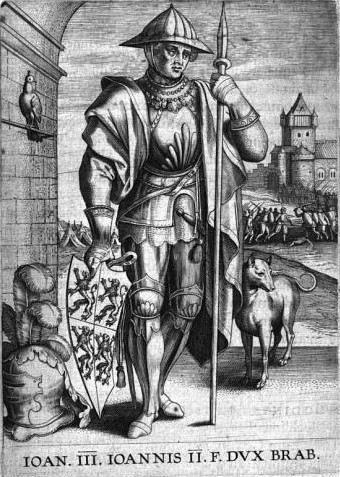

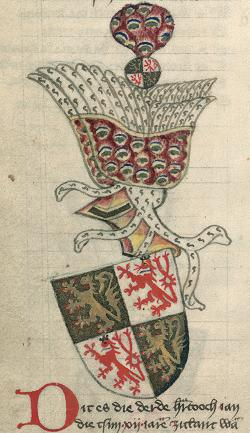

Johann III., genannt der Triumphator, (* 1300; † 5. Dezember 1355 in Brüssel) war Herzog von Brabant und Limburg von 1312 bis 1355. Er war das einzige Kind von Herzog Johann II. und von dessen Frau Margarete von England.

## Wirken
Zu Beginn seiner Herrschaft hatte er zum einen mit dem Problem zu kämpfen, dass der Besitz der Brabanter Bürger im Ausland aufgrund der Schulden der Herzöge Johann I. und Johann II. beschlagnahmt worden war, zum anderen damit, dass die Berater des jungen Herzogs die Charta von Kortenberg nicht respektierten. Beide Probleme wurden dadurch gelöst, dass die einen die Charta anerkannten und die anderen dafür die Schulden des Herzogs übernahmen.
Der Versuch des französischen Königs, Flandern wirtschaftlich zu isolieren, führte zu Streit mit Brabant, da dies den wirtschaftlichen Interessen des Herzogtums entgegenstand. 1315 unterstützte er den Bischof von Lüttich, Adolf II. von der Mark, beim Aufstand seiner Untertanen.
Zu Beginn des Hundertjährigen Kriegs stand Johann an der Seite Englands und begleitete dessen König Eduard III. auf seinen Feldzügen. Im Gegenzug ließ Philipp VI. von Frankreich erneut den Brabanter Besitz im Ausland beschlagnahmen, was zu einem Aufstand der Bürger Brüssels gegen ihren Herzog führte. Johann III. reagierte, indem er einen der Anführer enthaupten ließ. Ab 1340 löste er sich von England und lehnte sich enger an Frankreich, verheiratete seine Töchter mit französischen Alliierten, dem Herzog von Luxemburg, dem Grafen von Flandern und Herzog Rainald III. von Geldern, sowie seinen Erben Heinrich mit einer vierjährigen Tochter des französischen Kronprinzen Johann.
Am 13. Mai 1351 vereinbarte Herzog Johann und sein Sohn Herzog Gottfried von Limburg (* 1347, † 1352) mit Kurköln und den Städten Köln und Aachen auf zehn Jahre das Landfriedensbündnis Maas-Rhein.
Da Johanns drei Söhne vor ihm starben und selbst keine männlichen Nachkommen hatten, erbte seine älteste Tochter Johanna die Herzogtümer.

## Ehe und Nachkommen
1311 heiratete er Marie d’Evreux (* 1303; † 1335), Tochter von Ludwig von Frankreich, Graf von Évreux und Margarete von Artois. Ihre Kinder waren:
- Johanna (* 1322; † 1406), Herzogin von Brabant und Limburg, ⚭ (I) 1334 Wilhelm von Avesnes (* 1318; † 1345), Graf von Hennegau und Holland (Haus Avesnes), ⚭ (II) 1352 Wenzel I. (* 1337; † 1383), Herzog von Luxemburg
- Margarete (* 1323; † 1380), ⚭ 1347 Ludwig von Male (* 1330; † 1384), Graf von Flandern
- Maria (* 1325; † 1399), ⚭ 1347 Rainald III. der Dicke (* 1333; † 1371), Herzog von Geldern
- Johann (* 24. November 1327; † 1335/36) ⚭ 1332 in Paris (Ehe nicht vollzogen) Marie, * wohl 1326, † 22. September 1333 wohl in Paris, Tochter von Philipp VI. und Johanna von Burgund, begraben im Couvent des Cordelières in Paris;
- Heinrich († 29. November 1349) ⚭ 21. Juni 1347 im Schloss Vincennes (Ehe nicht vollzogen) Johanna (Jeanne), * 24. Juni 1343 auf Burg Châteauneuf-sur-Loire, † 3. November 1373 in Évreux, Tochter von Johann II. der Gute, König von Frankreich, begraben in der Basilika Saint-Denis;
- Gottfried († 1352)